# Tuya Butte
Tuya Butte är ett berg i Kanada.   Det ligger i provinsen British Columbia, i den centrala delen av landet, 3 900 km väster om huvudstaden Ottawa. Toppen på Tuya Butte är 1 685 meter över havet, eller 386 meter över den omgivande terrängen. Bredden vid basen är 5,7 km. Tuya Butte ligger vid sjön Butte Lake.
Terrängen runt Tuya Butte är huvudsakligen kuperad, men västerut är den platt. Trakten runt Tuya Butte är nära nog obefolkad, med mindre än två invånare per kvadratkilometer.. Det finns inga samhällen i närheten.